# Bernardo de Agén
Bernardo de Agén (Agén, Aquitania, c. 1080-Huertahernando, 1152) fue un eclesiástico aquitano, líder militar de la reconquista de Sigüenza y primer obispo de su diócesis.

## Biografía
Bernardo de Agén llegó a Castilla hacia el año 1098, formando parte del grupo de monjes cluniacenses que vinieron a España por obra del arzobispo de Toledo Bernardo de Sedirac, los mismos que impondrían el rito romano a una población acostumbrada al rito mozárabe. En el mismo grupo vendría también su hermano Pedro, que llegaría a ser obispo de Palencia, y su tío materno, también llamado Pedro, que lo sería de Segovia. Fue chantre de la catedral de Toledo.
En 1118 la reconquista a los almorávides de Alcalá por el arzobispo de Toledo y la toma de Zaragoza por Alfonso I el Batallador fueron el acicate para que el futuro rey Alfonso VII, hijo de la reina Urraca, quisiera recuperar todas las tierras que en su momento conquistó su abuelo, Alfonso VI, y frenar el avance de las conquistas del rey aragonés en tierras castellanas, ya que en pocos años había conquistado Calatayud, Medinaceli, Soria y Atienza; para lograrlo se apoyó en el arzobispo de Toledo, quien restauró algunas antiguas sedes episcopales castellanas, aún en manos musulmanas, encargando a sus obispos la tarea de reconquistarlas. Así, al menos desde 1115 Bernardo firmaba como obispo de Sigüenza, pero solo en 1121 recibió la consagración episcopal por manos del arzobispo toledano.
El 22 de enero de 1124, reconquistó con tropas castellanas la alcazaba seguntina; en esos momentos Sigüenza estaba dividida en dos núcleos de población, quedando la alcazaba y el núcleo superior en manos de la corona y la inferior, a la orilla del Henares, en manos del obispo Bernardo.
Instituyó el cabildo de la catedral en 1135, recibiendo la aprobación del papa Eugenio III. Unos años más tarde, el emperador Alfonso VII donó al obispo la Sigüenza alta, con su castillo y todas sus pertenencias, así como las salinas de Santiuste a cambio de las villas de Caracena y Alcubilla. Asistió a los concilios de Reims, Palencia, Carrión, Burgos, León y Valladolid; no estuvo presente en el concilio lateranense de 1139, aunque a través de sus delegados alcanzó del papa Inocencio II la solución al pleito mantenido con las diócesis de Osma y Tarazona tocante a sus respectivos límites territoriales.
Durante los treinta y un años que duró su obispado, tuvo que enfrentarse a la presión permanente de los árabes; según la tradición murió batallando contra ellos en el Vado de las Estacas de Huertahernando, a orillas del Tajo, en 1152. Su cuerpo fue sepultado en la catedral de Sigüenza, sufriendo varios traslados dentro de la misma; en la década de 1530 el deán Rodrigo de Miranda compuso su epitafio, en el que lo menciona erróneamente como fallecido en 1143 y como arzobispo electo de Santiago, aunque por causas desconocidas dicho epitafio no fue colocado hasta 1598, cuando su sepulcro quedó en su situación actual en el trascoro de la catedral.
| Predecesor: Restauración de la diócesis | Obispo de Sigüenza 1121-1152 | Sucesor: Pedro de Leucate |